# Чжанцзякоуская операция
Чжанцзякоуская операция (кит. упр. 张家口战役, 20 сентября — 12 октября 1946) — боевые действия в провинции Чахар осенью 1946 года во время гражданской войны в Китае.

## Предыстория
В июне 1946 года в Китае начала разворачиваться полномасштабная гражданская война. Гоминьдановская стратегия в северном Китае на первом этапе наступления заключалась в том, чтобы сначала взять под контроль провинцию Жэхэ и восточную часть провинции Хэбэй, а затем захватить столицу коммунистического Шаньси-Чахар-Хэбэйского освобождённого района город Чжанцзякоу и, контролируя Бэйпин-Суйюаньскую и Датун-Пучжоускую железные дороги, а также северный отрезок Бэйпин-Уханьской железной дороги разделить коммунистические Шаньси-Суйюаньский, Шаньси-Чахар-Хэбэйский и Северо-Восточный освобождённые районы, после чего, сконцентрировав силы, разгромить войска коммунистов в Шаньси-Суйюаньском и Шаньси-Чахар-Хэбэйском освобождённых районах.
С целью противодействия планам Чан Кайши коммунисты, связав войска Янь Сишаня в центре провинции Шаньси, осадили Датун. Однако Чан Кайши передал север провинции Шаньси в зону ответственности командовавшего в провинции Суйюань генерала Фу Цзои, который двинул войска на Цзинин. Это сделало осаду Датуна бессмысленной, и коммунисты были вынуждены отступить в провинцию Чахар.

## Ход событий

### Восточный фронт
Гоминьдановскими войсками, наступавшими на Чжанцзякоу с востока, командовал Ли Вэнь — фаворит Чан Кайши. Зная о разногласиях между Чан Кайши и Фу Цзои, и догадываясь, что Фу Цзои не намерен таскать каштаны из огня и терять свои войска ради успеха и славы конкурента, командующий коммунистическими войсками Шаньси-Чахар-Хэбэйского освобождённого района Не Жунчжэнь решил сосредоточить все основные силы против Ли Вэня, ограничившись на западе лишь наблюдением. С 20 сентября коммунисты начали готовить место сражения в уезде Хуайлай. 29 сентября 94-я, 22-я, 109-я и 130-я дивизии Ли Вэня при поддержке 370 самолётов и нескольких сотен танков начали наступление вдоль Пекин-Суйюаньской железной дороги на Хуайлай. Бои продолжались до 2 октября. 3 октября Ли Вэнь бросил в атаку на Хуайлай две дивизии при поддержке сотни самолётов, но все атаки были отбиты.

### Западный фронт
Видя провал наступления на Чжанцзякоу с востока, Чан Кайши был вынужден сделать то же, что и ранее с Датуном, и 8 октября подписал приказ о перевода Чжанцзякоу в состав 12-го военного района, которым командовал Фу Цзои. Фу Цзои перешёл в наступление двумя колоннами: пока южная колонна наносила отвлекающий удар по прямой, северная колонна совершила длинный марш по степям Внутренней Монголии и, обойдя правый фланг обороны коммунистов, устремилась на слабо прикрытый Чжанбэй — «северные ворота Чжанцзякоу». 10 октября кавалерия Фу Цзои появилась у Чжанцзякоу. Разобравшись в ситуации, командование Шаньси-Чахар-Хэбэйского освобождённого района ради спасения попадающих в окружение войск вечером 10 октября приняло решение оставить Чжанцзякоу. 12 октября в Чжанцзякоу вошли гоминьдановские войска.

## Итоги и последствия
Взятие под контроль северного участка Пекин-Суйюаньской железной дороги позволило гоминьдановцам к ноябрю взять под контроль всю северную половину провинции Чахар и значительную часть южной. Была нарушена связь между группировками китайских коммунистов в северном Китае, северо-восточном Китае и Внутренней Монголии.